# Marinje Zemlje
Marinje Zemlje – wieś w Chorwacji, w żupanii splicko-dalmatyńskiej, w mieście Vis. W 2011 roku liczyła 63 mieszkańców.